# Zespół Avellisa
Zespół Avellisa (łac. hemiplegia pharyngolaryngea, ang. Avellis' syndrome, Avellis-Longhi syndrome) – jeden z pniowych zespołów naprzemiennych, objawiający się porażeniem połowiczym krtani, niedowładem połowiczym podniebienia miękkiego i zwieraczy gardła oraz osłabieniem czucia gardła i tylnej części języka. Zespół Avellisa jest najczęściej skutkiem obwodowego uszkodzenia nerwu językowo-gardłowego oraz nerwu błędnego. Rzadziej występuje w konsekwencji uszkodzeń pniowych. Został opisany po raz pierwszy przez niemieckiego otolaryngologa Georga Avellisa w 1891 roku.